# Aleksandr Denisyev
Aleksandr Denisyev est un lugeur russe né le 29 juillet 1991. 
Il a remporté la médaille d'argent du relais par équipes aux Jeux olympiques d'hiver de 2014, à Sotchi
Retirée en décembre 2017 pour dopage de deux lugeurs de l'équipe, elle lui est réattribuée après appel au Tribunal arbitral du sport. En conséquence, sa médaille d'argent est rétablie.